# Quartet de corda núm. 5 (Beethoven)
El Quartet de corda núm. 5 en la major, opus 18 núm. 5, fou compost per Ludwig van Beethoven entre 1798 i 1800. Beethoven va crear aquest quartet inspirant-se en el Quartet de corda núm. 18, K. 464 de Mozart, que està en la mateixa tonalitat.
Consta de 4 moviments:
1. Allegro
2. Menuetto
3. Andante cantabile (tema amb variacions)
4. Allegro